# Alpine A610
Alpine A610 – samochód sportowy klasy kompaktowej produkowany przez francuską markę Alpine w latach 1991 - 1995.

## Historia i opis modelu

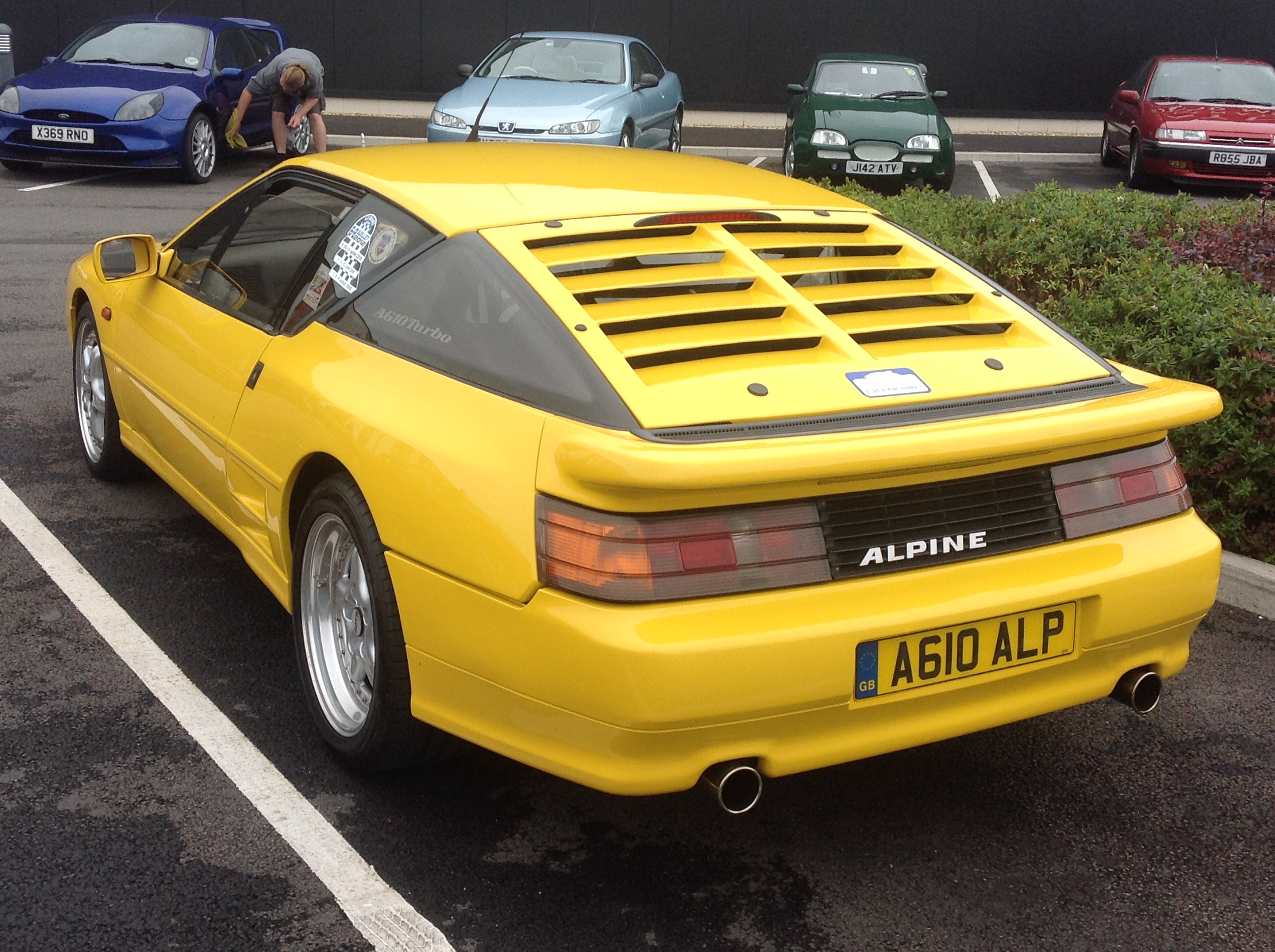
Alpine A610 - tył

Wprowadzony na rynek w 1991 roku model A610 zewnętrznie bardzo przypominał poprzednika, różniąc się od niego głównie chowanymi przednimi reflektorami. Choć zachowano firmową koncepcję konstrukcyjną, wprowadzono do niej liczne zmiany. Powiększony do 3 l silnik V6 rozwijał moc 250 KM. Samochód osiągał prędkość maksymalną 265 km/h i rozpędzał się do "setki" w około 6 s. Mimo korzystnej ceny, sprzedaż auta nie uzyskała zadowalających rezultatów i jego produkcję zakończono w 1995 roku, a firma Alpine zajęła się wytwarzaniem poszycia nadwozia dla niektórych modeli Renault.

### Dane techniczne
- V6 PRV 3,0 l (2975 cm³), 2 zawory na cylinder, SOHC, Turbo
- Układ zasilania: wtrysk Renix
- Średnica × skok tłoka: 93,00 mm × 73,00 mm
- Stopień sprężania: 7,6:1
- Moc maksymalna: 254 KM (186,4 kW) przy 5750 obr./min
- Maksymalny moment obrotowy: 350 N•m przy 2900 obr./min

- Przyspieszenie 0-80 km/h: 4,6 s
- Przyspieszenie 0-100 km/h: 5,9 s
- Przyspieszenie 0-160 km/h: 16,1 s
- Czas przejazdu ¼ mili: 13,9 s
- Czas przejazdu 1 kilometra: 24,9 s
- Prędkość maksymalna: 266 km/h
- Średnie zużycie paliwa w cyklu miejskim: 14,7 l / 100 km